# München–Nürnberg-expressz
A München–Nürnberg-expressz (München-Nürnberg-Express) a Nürnberg–München nagysebességű vasútvonalon közlekedő regionális vonat. 2006. december 10-én kezdte meg menetrend szerint 200 km/h-s közlekedését Nürnberg és München között. 2007 óta ez a járat Németország leggyorsabb regionális vonata. A szolgáltatás korábbi neve FRESH volt. A járatok reggel öt és este tíz között járnak kétóránként, kiegészítve néhány további járattal a csúcsidőben. A 171 km-es távolságot kb. egy óra negyvenöt perc alatt teszik meg, mely tartalmaz egy hosszabb 15 perces várakozást Ingolstadtban is. Erre a vonalon közlekedő gyorsabb ICE motorvonatok miatt van szükség, átszállási lehetőséggel Regensburg, Augsburg és Ulm felé. A DB szerint a járatot az indítást követő első hét óta naponta 5000 ember veszi igénybe. A vonatokon Németországban egyedülálló módon jegyvásárlásra is lehetőség van.

## Állomások
| \| \| 0 \| München Hbf \| München Hbf \| \| \| 36 \| Petershausen (nem áll meg az összes járat) \| Petershausen (nem áll meg az összes járat) \| \| \| 50 \| Pfaffenhofen (Ilm) \| Pfaffenhofen (Ilm) \| \| \| 60 \| Rohrbach (Ilm) \| Rohrbach (Ilm) \| \| \| 81 \| Ingolstadt Hbf \| Ingolstadt Hbf \| \| \| 84 \| Ingolstadt Nord \| Ingolstadt Nord \| \| \| 112 \| Kinding (Altmühltal) \| Kinding (Altmühltal) \| \| \| 146 \| Allersberg (Rothsee) \| Allersberg (Rothsee) \| \| \| 171 \| Nürnberg Hbf \| Nürnberg Hbf \| |     |                                            |                                            |
| | 0   | München Hbf                                | München Hbf                                |
| | 36  | Petershausen (nem áll meg az összes járat) | Petershausen (nem áll meg az összes járat) |
| | 50  | Pfaffenhofen (Ilm)                         | Pfaffenhofen (Ilm)                         |
| | 60  | Rohrbach (Ilm)                             | Rohrbach (Ilm)                             |
| | 81  | Ingolstadt Hbf                             | Ingolstadt Hbf                             |
| | 84  | Ingolstadt Nord                            | Ingolstadt Nord                            |
| | 112 | Kinding (Altmühltal)                       | Kinding (Altmühltal)                       |
| | 146 | Allersberg (Rothsee)                       | Allersberg (Rothsee)                       |
| | 171 | Nürnberg Hbf                               | Nürnberg Hbf                               |

## Szerelvények
A szolgáltatáshoz a DB 26 hagyományos német InterCity kocsit használ, továbbá 3 vezérlőkocsit, amelyeket a Neumünster műhelyben alakítottak át. A vonatokat általában DB 101 sorozatú mozdony vontatja, de előfordult a DB 120 sorozat is. A kocsik nyomásállók (az alagutak miatt), és a regionális vonatok vörös-fehér színtervét használják. Belső berendezésükön nem változtattak, megtalálható a kocsikban a hagyományos IC utastájékoztató rendszer, konnektor. Étkezőkocsi nincs a vonatokon, helyette mozgó árus van. Az ülések háttámláján lehajtható asztal és pohártartó található. Egy vonat általában öt kocsiból és egy vezérlőkocsiból áll. A kocsikban dohányozni tilos, helyfoglalás nem lehetséges. A másodosztályú Bpmz kocsik 80 személyesek, WC-vel felszereltek. Az elsőosztályú ABvmsz kocsikon 40 másodosztályú és 6 első osztályú hely található, továbbá egy családi tér, felhajtható ülésekkel.
Kocsihiány esetében előfordulnak nem Regio-, hanem Inercity-festésű, fehér színű kocsik is.

## Modell
TT méretarányban a Tillig hozta ki 2014 elején egy készletben, amely tartalmazza a vezérlőkocsit és két hozzávaló másodosztályú betétkocsit is. A DB 101 sorozatú mozdony pedig már évek óta kapható szintén a Tilligtől. 2014 közepén pedig további két betétkocsi (egy első-másodosztályú és egy másodosztályú) jelent meg szintén egy készletben. Ezzel együtt egy ötkocsis expresszt tudunk összeállítani.

## Jövő
2017 decemberétől a korábbi három szerelvény helyett hat új emeletes ingavonat érkezik, melyet a Skoda gyártott. Az új szerelvények egy Skoda mozdonyból (Skoda 109E9), öt emeletes másodosztályú kocsiból és egy emeletes vezérlőkocsiból áll, a hat szerelvény ára 100 millió euró volt.

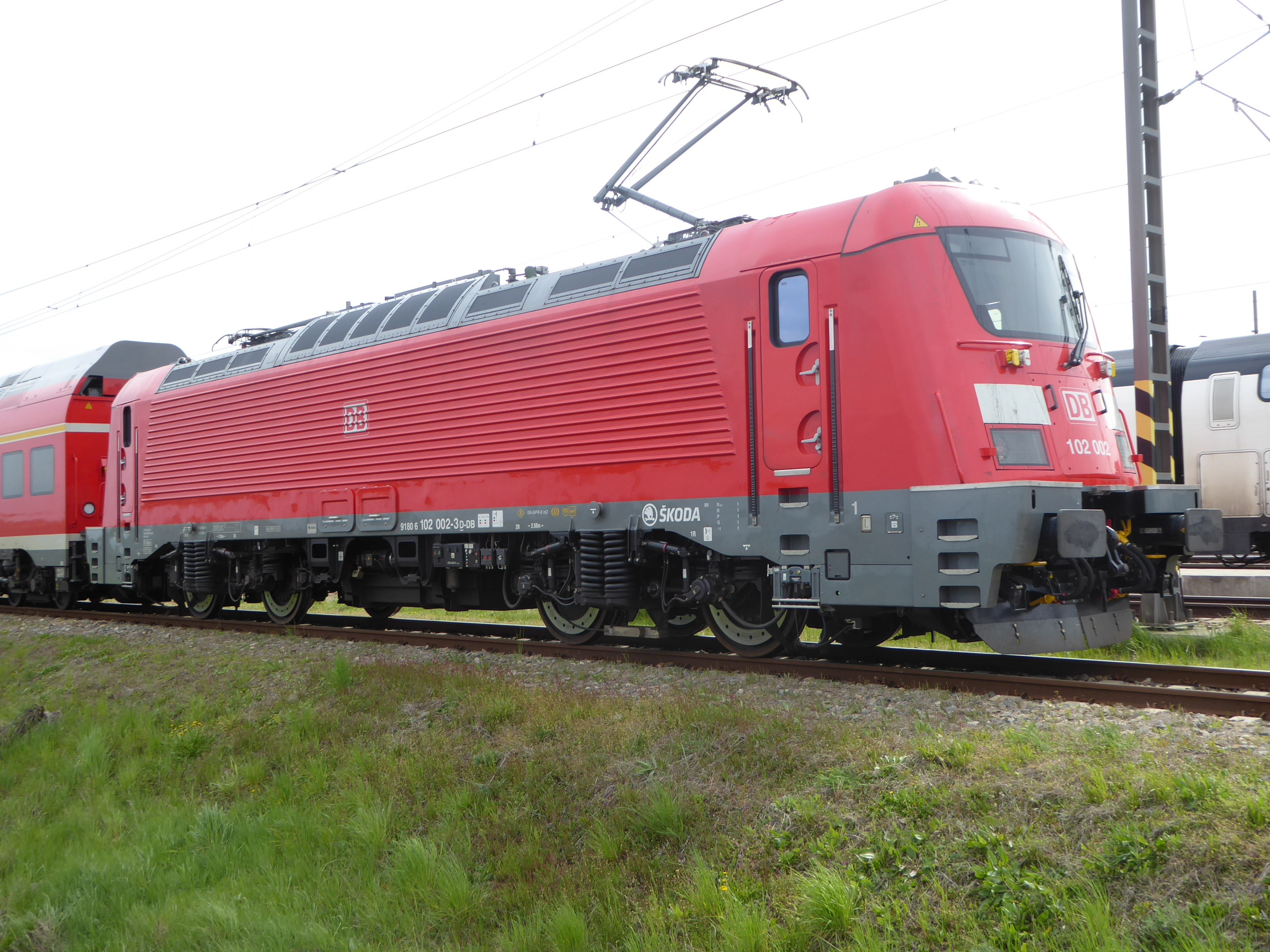
Az új mozdony

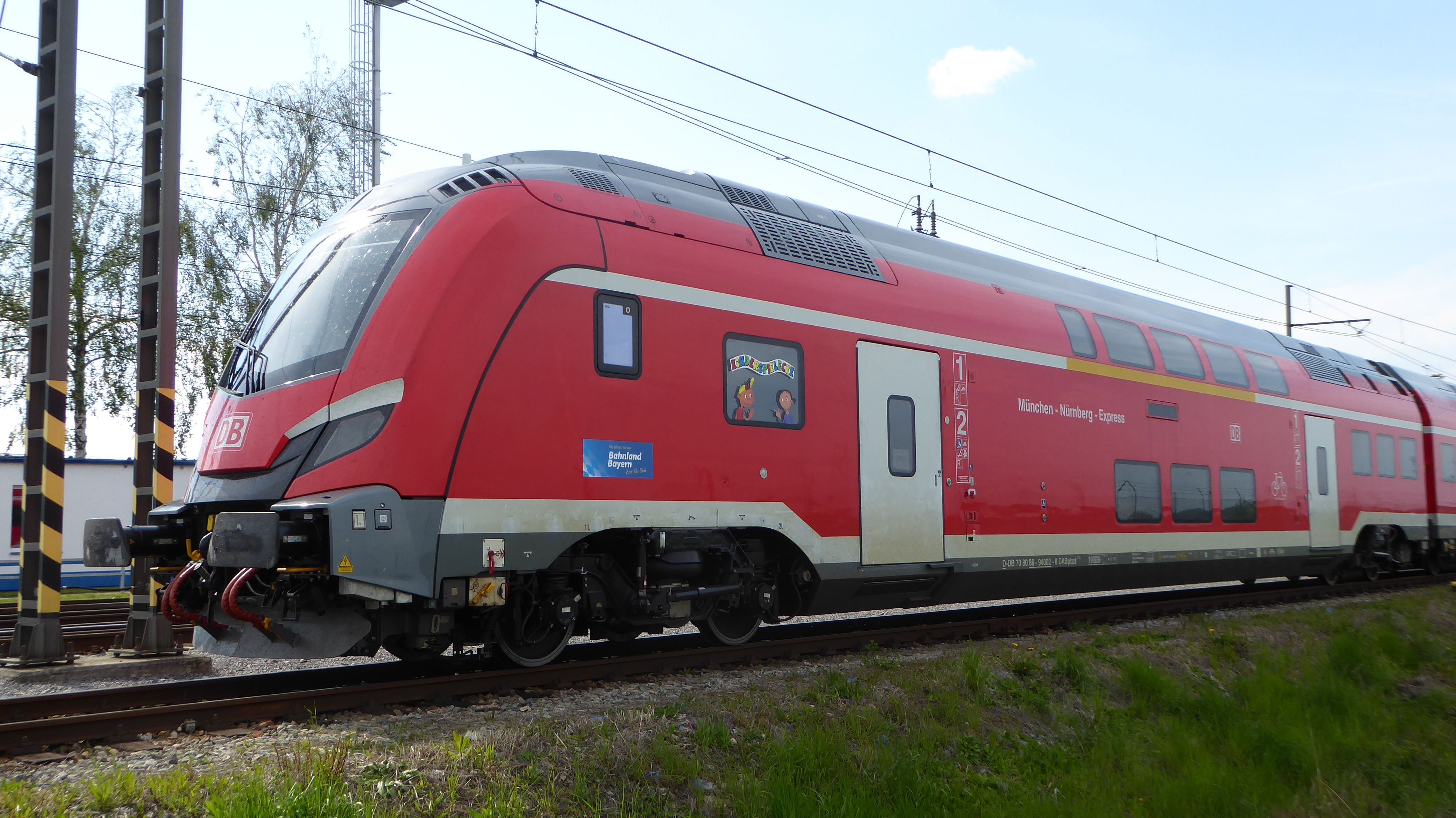
Az emeletes vezérlőkocsi

## Galéria

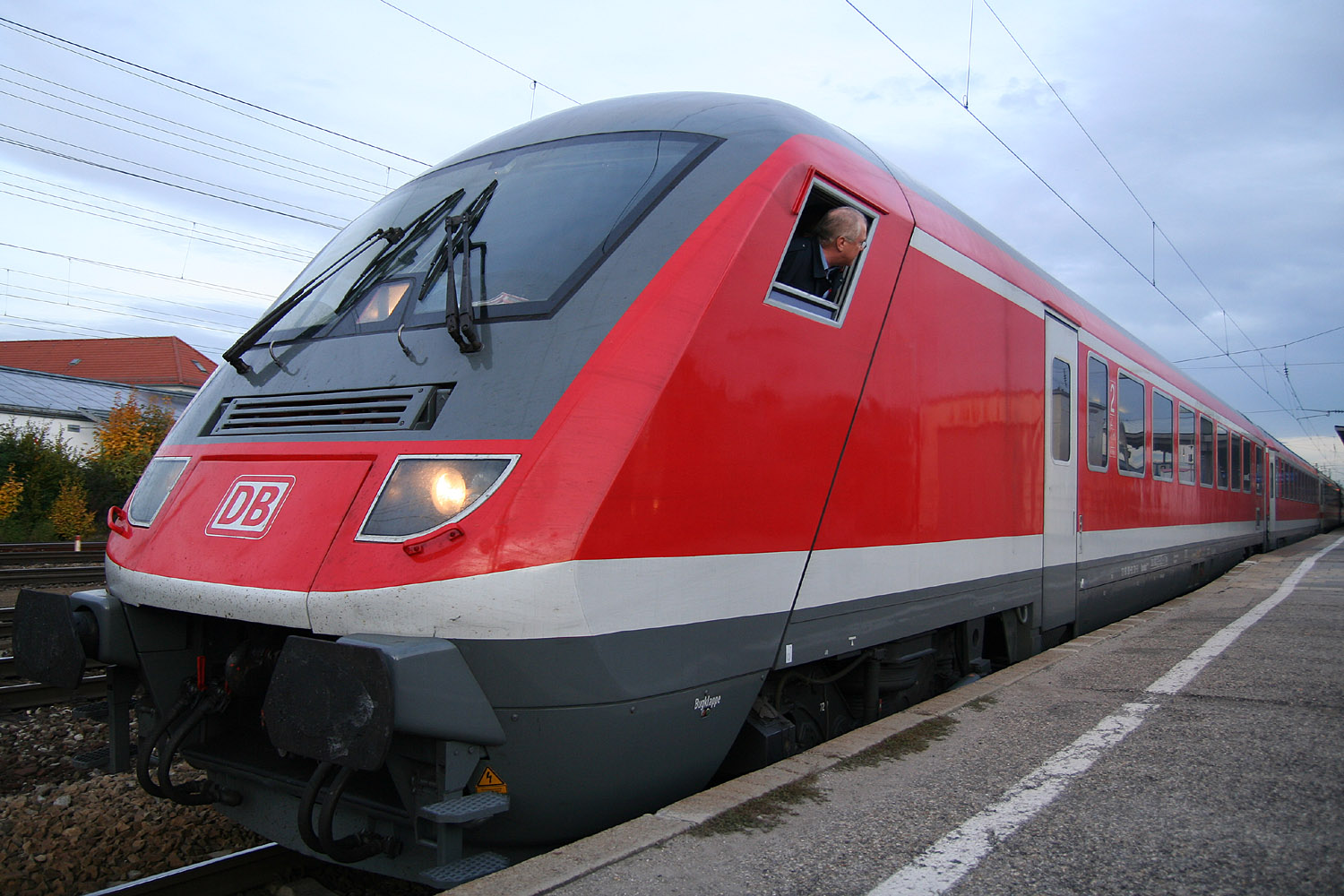
Vezérlőkocsi
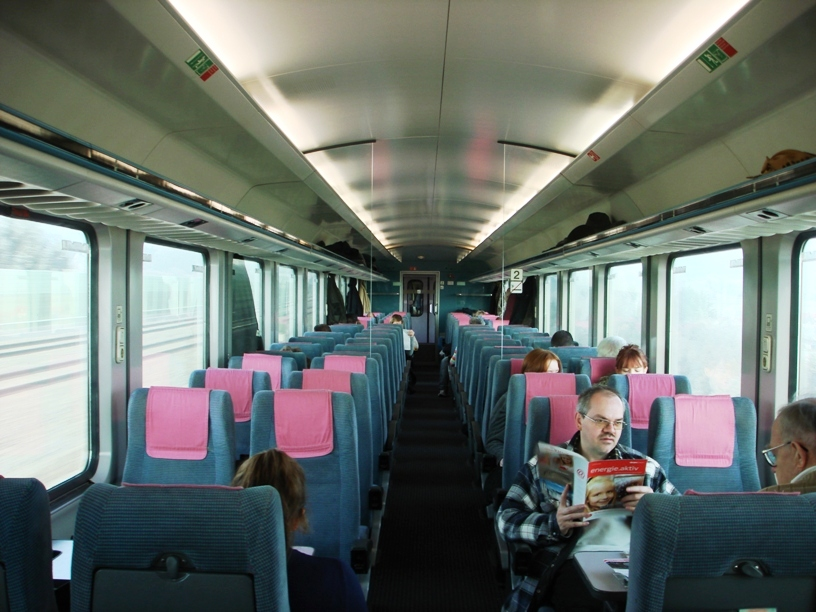
2. osztályú utastér
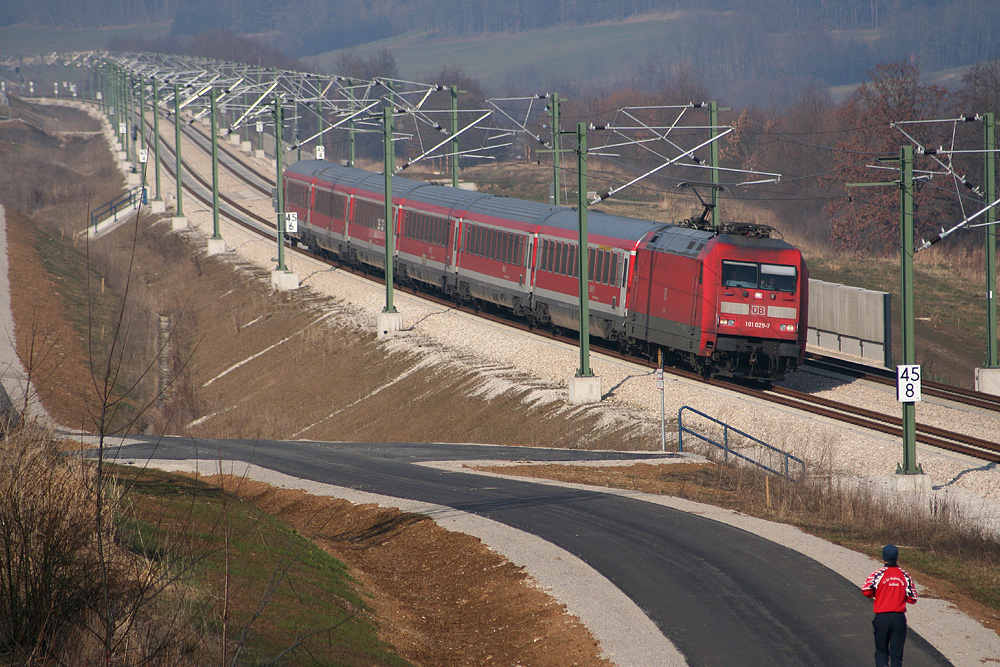
A München-Nürnberg-Expressz a nyílt vonalon
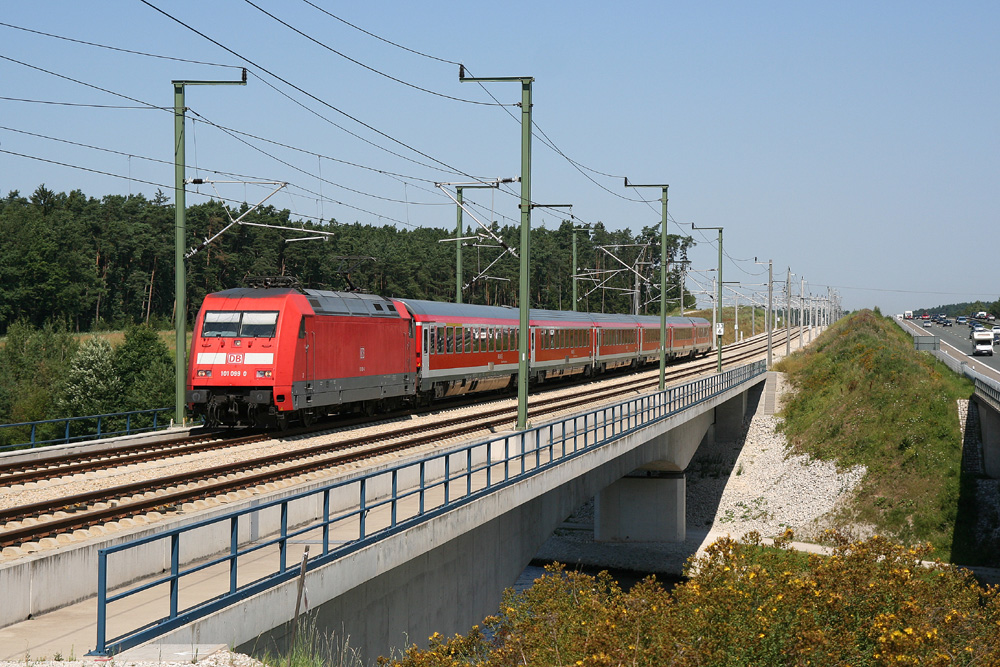
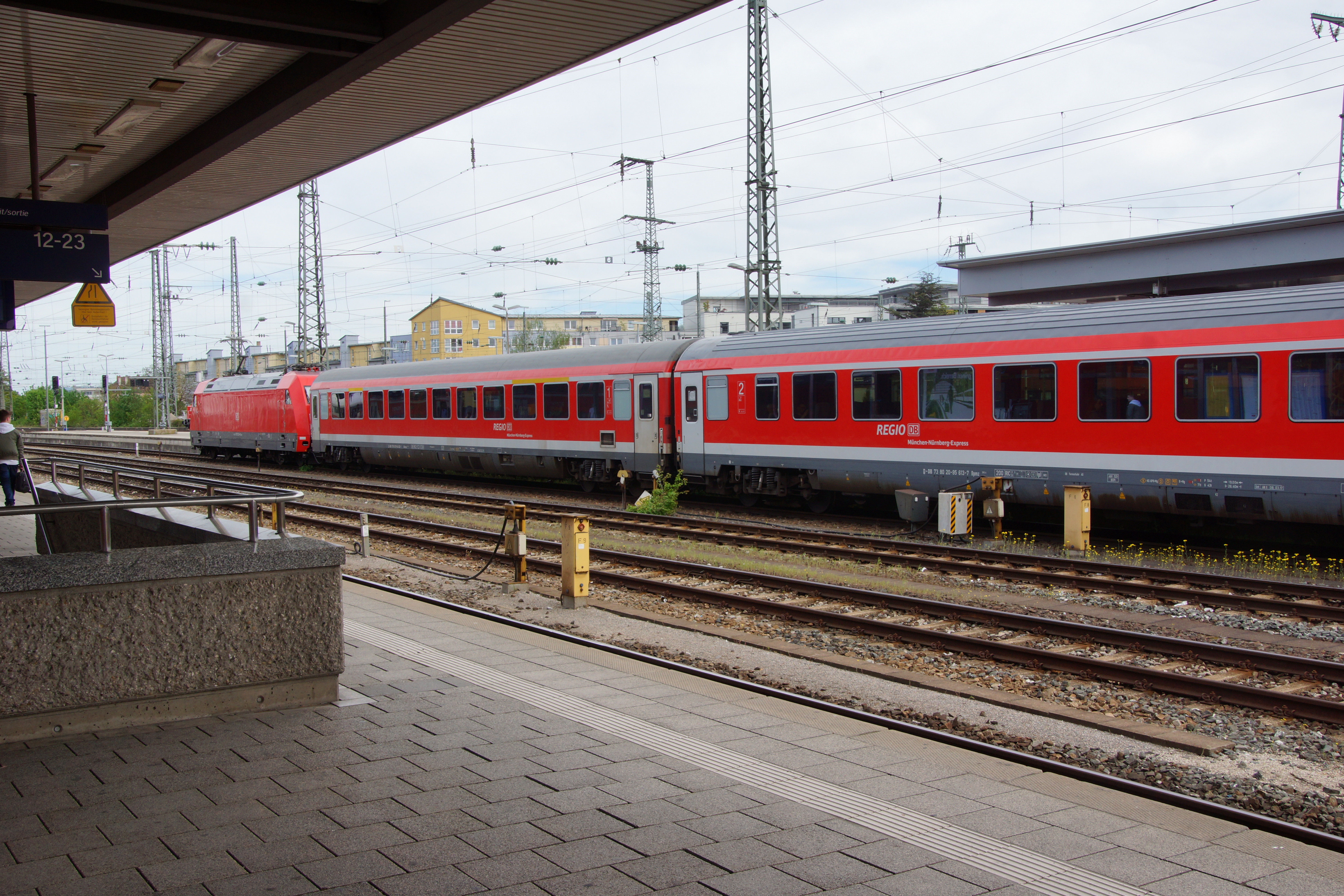
A szerelvény Nürnberg Hauptbahnhof állomáson